# كراتيفة مقدسة
كراتيفة مقدسة (الاسم العلمي:Crateva religiosa) هي نوع من النباتات تتبع جنس الكراتيفة من الفصيلة القبارية.

## البيئة والانتشار
تنمو الكراتيفة في اليابان وأستراليا ومنطقة جنوب شرق آسيا.

## مرادفات الاسم العلمي
- Crateva brownii
- Crateva hansemannii
- Crateva macrocarpa
- Crateva magna
- Crateva membranifolia
- Crateva religiosa var. Nurvula
- Crateva speciosa

## أسماء أخرى
نبتة المعبد، زهرة العنكبوت، كمثرى الثوم المقدس، كمثر مقدس، أبيوش, فارونة، كراتيفة جميلة، كراتيفة كبيرة الثمر، كراتيفة كبيرة الثمر، كراتيفة رقيقة الورق، كراتيفة نروفولا، كراتيفة براوني، كراتيفة هانسماني.

## انظر أيضاً

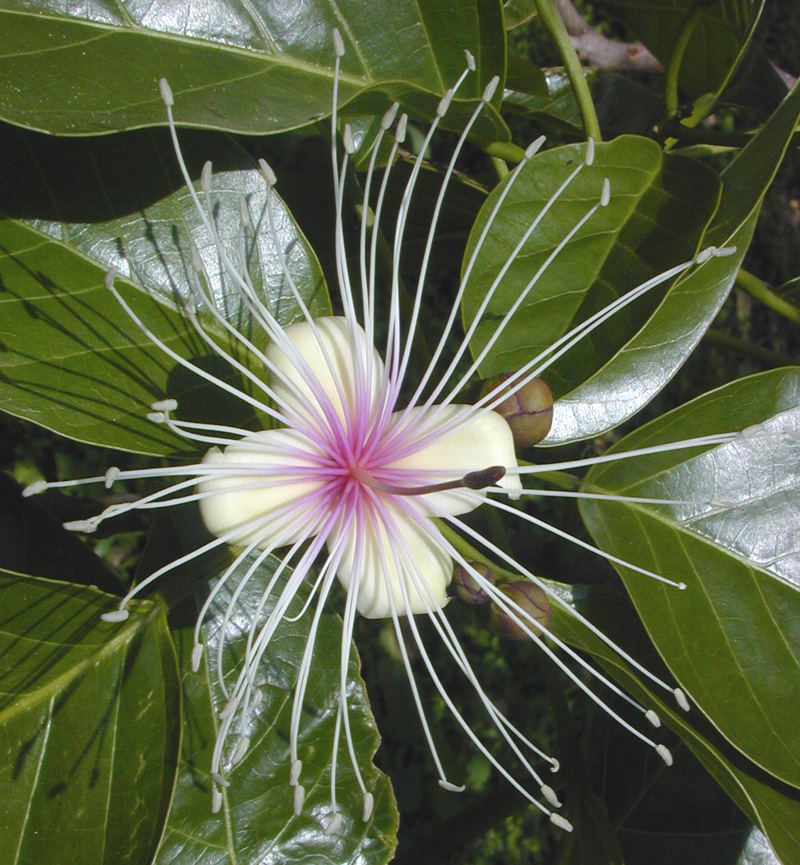
زهرة الكراتيفة المقدسة
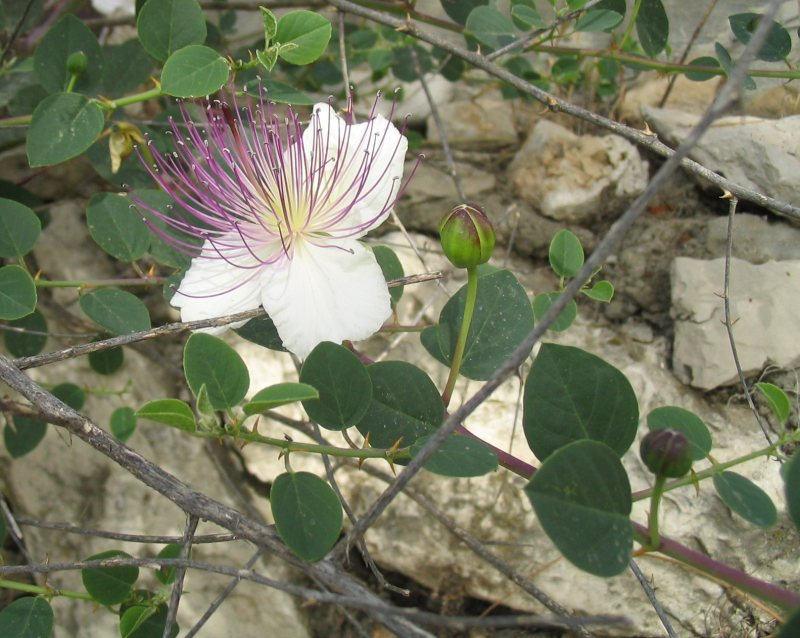
زهرة القبار